# HMS E24
HMS E24 – brytyjski okręt podwodny typu E. Zbudowany w latach 1914–1915 w Vickers, Barrow-in-Furness. Okręt został wodowany 9 grudnia 1915 roku i rozpoczął służbę w Royal Navy 9 stycznia 1916. Okręt został przydzielony do Dziewiątej Flotylli Okrętów Podwodnych (9th Submarine Flotilla) stacjonującej w Harwich. 
E24 został przystosowany do stawiania min 21 marca 1916 roku jednostka została wysłana w misję stawiania min w zatoce Heligoland. Okręt nie powrócił z misji i 24 marca został uznany za zatopiony.
W 1973 roku w czasie poszukiwania zatopionych U-bootów z okresu II wojny światowej, wrak okrętu został przypadkowo odkryty i po odholowaniu do Cuxhaven zidentyfikowany jako brytyjski okręt typu E. Po wydobyciu szczątków załogi udało się zidentyfikować kapitana Napiera. Wszystkie szczątki zostały złożone na cmentarzu Ohlsdorf w Hamburgu.